# ۱۵ ربیع‌الثانی
۱۵ ربیع‌الثانی، پانزدهمین روز از ماه ربیع‌الثانی در تقویم هجری قمری می باشد.
در تقویم هجری قمری قراردادی این روز صد و چهارمین روز سال است.

## درگذشتگان
- ۱۴۳۹ - علی‌اکبر معین‌فر، سیاستمدار ایرانی.